# Carrarese Calcio 1908
Maillots
Actualités
Dernière mise à jour : 28 août 2024.
Le Carrarese Calcio 1908 est un club italien de football de Serie B basé à Carrare, en Toscane.

## Histoire
- 1908 : Fondation du club sous le nom Unione Sportiva Carrarese Calcio.
- 2003 - 2010 : Évolue en Série C2, qui est renommé en 2008 Ligue Pro Deuxième Division.
- 2011 : Montée en Ligue Pro Première Division après la victoire sur Prato en finale des Play-offs.
- 2012 : Gianluigi Buffon, gardien international et joueur emblématique de la Juventus mais originaire de Carrare, annonce être devenu l'un des propriétaires du club.
- 2013 : Le club termine 16e et redescend en Ligue Pro Deuxième Division.
- 2016 : Refondation du club

## Changements de nom
- 1908-1919 : Società Polisportiva Carrarese
- 1919-1926 : Unione Sportiva Carrarese
- 1926-1930 : Unione Sportiva Fascista Carrarese
- 1930-1962 : Unione Sportiva Carrarese "Pietrino Binelli"
- 1962-1982 : Unione Sportiva Carrarese
- 1982- : Carrarese Calcio 1908